# Nothing in My Way
Nothing in My Way è un singolo del gruppo musicale britannico Keane, il quarto estratto dal secondo album in studio Under the Iron Sea e pubblicato il 30 ottobre 2006.

## Tracce
Testi e musiche di Tim Rice-Oxley, Tom Chaplin e Richard Hughes, eccetto dove indicato.
CD promozionale (Europa)
1. Nothing in My Way – 4:01

CD singolo (Europa), 7" (Regno Unito)
1. Nothing in My Way – 4:01
2. Thin Air – 3:57

CD singolo (Regno Unito), CD maxi-singolo (Europa)
1. Nothing in My Way – 4:01
2. Thin Air – 3:57
3. Tyderian – 4:39 (musica: Tim Rice-Oxley)

Chiavetta USB
1. Nothing in My Way – 4:18
2. Nothing in My Way (Video) – 4:03

## Classifiche
| Classifica (2006) | Posizione massima |
| ----------------- | ----------------- |
| Paesi Bassi       | 56                |
| Regno Unito       | 19                |
| Scozia            | 34                |